# غادسدن
غادسدن (بالإنجليزية: Gadsden)‏ هي مدينة أمريكية تقع في ولاية ألاباما. تبلغ مساحة هذه المدينة 96.3 (كم²)، ويبلغ عدد سكانها 37291 نسمة حسب إحصاء سنة 2010 م.تشير الإحصاءات بأن الكثافة السكانية في هذه المدينة تقدر بـ(400.12) نسمة/كم2.

## التركيبة السكانية
حدّد مكتب تعداد الولايات المتحدة بيانات التركيبة السكانية لغادسدن في تعداد الولايات المتحدة. في ما يلي، التركيبة السكانية حسب تعدادي 2000 و2010.

### تعداد عام 2000
بلغ عدد سكان غادسدن 38,978 نسمة بحسب تعداد عام 2000، وبلغ عدد الأسر 16,456 أسرة وعدد العائلات 10,253 عائلة مقيمة في المدينة. في حين سجلت الكثافة السكانية 391 نسمة لكل كيلومتر مربع (1,012.7/ميل2). وبلغ عدد الوحدات السكنية 18,797 وحدة بمتوسط كثافة قدره 188.6 لكل كيلومتر مربع (488.5/ميل2).
وتوزع التركيب العرقي للمدينة بنسبة 62.69% من البيض و34% من الأمريكيين الأفارقة و0.30% من الأمريكيين الأصليين و0.53% من الأمريكيين ذوي الأصول الآسيوية و0.08% من سكان جزر المحيط الهادئ و1.22% من الأعراق الأخرى و1.17% من عرقين مختلطين أو أكثر و2.67% من الهسبانيون أو اللاتينيون من أي عرق.
بلغ عدد الأسر 16,456 أسرة كانت نسبة 29.5% منها لديها أطفال تحت سن الثامنة عشر تعيش معهم، وبلغت نسبة الأزواج القاطنين مع بعضهم البعض 40.5% من أصل المجموع الكلي للأسر، ونسبة 18.1% من الأسر كان لديها معيلات من الإناث دون وجود شريك، بينما كانت نسبة 3.7% من الأسر لديها معيلون من الذكور دون وجود شريكة وكانت نسبة 37.7% من غير العائلات. تألفت نسبة 33.9% من أصل جميع الأسر من عدة أفراد يعيشون في نفس المنزل ونسبة 16.9% كانت تتألف من شخص يعيش بمفرده يبلغ من العمر 65 عاماً أو أكثر. وبلغ متوسط حجم الأسرة المعيشية 2.28، أما متوسط حجم العائلات فبلغ 2.91.
بلغ العمر الوسطي للسكان 39.0 عاماً. وكانت نسبة 22.6% من القاطنين تحت سن الثامنة عشر، وكانت نسبة 8.6% بين الثامنة عشر والرابعة والعشرين عاماً، ونسبة 24.5% كانت واقعةً في الفئة العمرية ما بين الخامسة والعشرين والرابعة والأربعين عاماً، ونسبة 21.7% كانت ما بين الخامسة والأربعين والرابعة والستين، ونسبة 19% كانت ضمن فئة الخامسة والستين عاماً فما فوق. يوجد لكل 100 أنثى 83.9 ذكر، ويوجد لكل 100 أنثى في الثامنة عشر من عمرها فما فوق 78.6 ذكر.
بلغ متوسط دخل الأسرة في المدينة 24,823 دولارًا، أما متوسط دخل العائلة فبلغ 31,740 دولارًا. وكان متوسط دخل الذكور 29,400 دولارًا مقابل 19,840 دولارًا للإناث. وسجل دخل الفرد الخاص بالمدينة 15,610 دولارًا. وكانت نسبة 18.1% من العائلات ونسبة 22.9% من السكان تحت خط الفقر، وكان من هؤلاء نسبة 35.2% تحت سن الثامنة عشر ونسبة 14.6% في الخامسة والستين من العمر وما فوق.

### تعداد عام 2010
بلغ عدد سكان غادسدن 36,856 نسمة بحسب تعداد عام 2010، وبلغ عدد الأسر 15,171 أسرة وعدد العائلات 9,183 عائلة مقيمة في المدينة. في حين سجلت الكثافة السكانية 369.7 نسمة لكل كيلومتر مربع (957.5/ميل2). وبلغ عدد الوحدات السكنية 17,672 وحدة بمتوسط كثافة قدره 177.3 لكل كيلومتر مربع (459.2/ميل2).
وتوزع التركيب العرقي للمدينة بنسبة 57.30% من البيض و36.25% من الأمريكيين الأفارقة و0.40% من الأمريكيين الأصليين و0.58% من الأمريكيين ذوي الأصول الآسيوية و0.42% من سكان جزر المحيط الهادئ و3.19% من الأعراق الأخرى و1.86% من عرقين مختلطين أو أكثر و5.39% من الهسبانيون أو اللاتينيون من أي عرق.
بلغ عدد الأسر 15,171 أسرة كانت نسبة 29.7% منها لديها أطفال تحت سن الثامنة عشر تعيش معهم، وبلغت نسبة الأزواج القاطنين مع بعضهم البعض 35.9% من أصل المجموع الكلي للأسر، ونسبة 19.5% من الأسر كان لديها معيلات من الإناث دون وجود شريك، بينما كانت نسبة 5.1% من الأسر لديها معيلون من الذكور دون وجود شريكة وكانت نسبة 39.5% من غير العائلات. تألفت نسبة 34.9% من أصل جميع الأسر من عدة أفراد يعيشون في نفس المنزل ونسبة 14.6% كانت تتألف من شخص يعيش بمفرده يبلغ من العمر 65 عاماً أو أكثر. وبلغ متوسط حجم الأسرة المعيشية 2.31، أما متوسط حجم العائلات فبلغ 2.99.
بلغ العمر الوسطي للسكان 39.3 عاماً. وكانت نسبة 22.5% من القاطنين تحت سن الثامنة عشر، وكانت نسبة 9.7% بين الثامنة عشر والرابعة والعشرين عاماً، ونسبة 25% كانت واقعةً في الفئة العمرية ما بين الخامسة والعشرين والرابعة والأربعين عاماً، ونسبة 26.1% كانت ما بين الخامسة والأربعين والرابعة والستين، ونسبة 16.8% كانت ضمن فئة الخامسة والستين عاماً فما فوق. وتوزع التركيب الجنسي للسكان بنسبة 47.5% ذكور و52.5% إناث.

## المناخ
يظهر الجدول التالي التغييرات المناخية على مدار السنة لغادسدن:
| البيانات المناخية لـغادسدن          | البيانات المناخية لـغادسدن | البيانات المناخية لـغادسدن | البيانات المناخية لـغادسدن | البيانات المناخية لـغادسدن | البيانات المناخية لـغادسدن | البيانات المناخية لـغادسدن | البيانات المناخية لـغادسدن | البيانات المناخية لـغادسدن | البيانات المناخية لـغادسدن | البيانات المناخية لـغادسدن | البيانات المناخية لـغادسدن | البيانات المناخية لـغادسدن | البيانات المناخية لـغادسدن |
| الشهر                               | يناير                      | فبراير                     | مارس                       | أبريل                      | مايو                       | يونيو                      | يوليو                      | أغسطس                      | سبتمبر                     | أكتوبر                     | نوفمبر                     | ديسمبر                     | المعدل السنوي              |
| ----------------------------------- | -------------------------- | -------------------------- | -------------------------- | -------------------------- | -------------------------- | -------------------------- | -------------------------- | -------------------------- | -------------------------- | -------------------------- | -------------------------- | -------------------------- | -------------------------- |
| متوسط درجة الحرارة الكبرى °ف (°م)   | 51.8 (11.0)                | 56.5 (13.6)                | 65.9 (18.8)                | 74.2 (23.4)                | 81.4 (27.4)                | 87.7 (30.9)                | 90.7 (32.6)                | 90.4 (32.4)                | 84.6 (29.2)                | 75.1 (23.9)                | 64.5 (18.1)                | 54.8 (12.7)                | 73.1 (22.8)                |
| متوسط درجة الحرارة الصغرى °ف (°م)   | 30.7 (−0.7)                | 34.2 (1.2)                 | 41.3 (5.2)                 | 48.8 (9.3)                 | 58.1 (14.5)                | 66.5 (19.2)                | 70.5 (21.4)                | 69.6 (20.9)                | 63.1 (17.3)                | 51.2 (10.7)                | 41.0 (5.0)                 | 33.7 (0.9)                 | 50.7 (10.4)                |
| الهطول إنش (مم)                     | 4.95 (126)                 | 5.01 (127)                 | 5.10 (130)                 | 4.73 (120)                 | 4.79 (122)                 | 4.41 (112)                 | 4.98 (126)                 | 3.72 (94)                  | 3.88 (99)                  | 3.66 (93)                  | 4.99 (127)                 | 4.32 (110)                 | 54.55 (1٬386)              |
| متوسط أيام هطول الأمطار (≥ 0.01 in) | 9.3                        | 9.3                        | 9.0                        | 8.9                        | 8.9                        | 9.2                        | 9.8                        | 7.8                        | 6.7                        | 7.1                        | 8.6                        | 9.6                        | 104.2                      |
| المصدر: NOAA                        |                            |                            |                            |                            |                            |                            |                            |                            |                            |                            |                            |                            |                            |

## أعلام
- فيليب ألفورد
- جيمس هود
- رون بيلنغسلي
- أل مايكلز
- جيمس د. مارتن
- جيم دان
- روي مور
- ماثيو نولز
- باسيت ماغيري
- بيث جرانت